# Maximilian Fretter-Pico
Maximilian Fretter-Pico född 6 februari 1892 i Karlsruhe död 4 april 1984 i Kreuth-Bad Wiessee ca 60 km söder om München. Tysk militär. Fretter-Pico befordrades till generalmajor i mars 1941 och till general i artilleriet i juni 1942. Han erhöll Riddarkorset av järnkorset med eklöv i januari 1944.

## Befäl
- stabschef XXIV. Armeekorps september 1939 – april 1941
- 97. Leichte Division april - december 1941
- XXX. Armeekorps december 1941 – juli 1944
- 6. Armee juli - december 1944
  - samtidigt befälhavare för Armeegruppe Fretter-Pico
- till förfogande för arméns överkommando december 1944 – mars 1945

Fretter-Pico var i amerikansk krigsfångenskap april 1945 – 1947.